# (308379) 2005 RS43
(308379) 2005 RS43 ist ein großes transneptunisches Objekt, das bahndynamisch als Resonantes KBO (Twotino) eingestuft wird. Aufgrund seiner Größe ist der Asteroid ein Zwergplanetenkandidat.

## Entdeckung
2005 RS43 wurde am 13. September 2005 von einem Astronomenteam bestehend aus Andrew Becker, Andrew Puckett und Jeremy Kubica mit dem 2,5-m-Ritchey-Chretien-Teleskop am Apache-Point-Observatorium (New Mexico) entdeckt. Die Entdeckung wurde am 31. August 2006 zusammen mit 2005 RP43, 2005 RQ43, 2005 RR43, 2005 SC278, 2005 SD278 und 2005 SE278 bekanntgegeben, der Planetoid erhielt später von der IAU die Kleinplanetennummer 308379.
Nach seiner Entdeckung ließ sich 2005 RS43 auf Fotos bis zum 17. Juli 1977, die im Rahmen des Digitized-Sky-Survey-Programmes am Siding-Spring-Observatorium gemacht wurden, zurückgehend identifizieren und so seinen Beobachtungszeitraum um 26 Jahre verlängern, um so seine Umlaufbahn genauer zu berechnen. Im April 2017 lagen insgesamt 342 Beobachtungen über einen Zeitraum von 39 Jahren vor. Die bisher letzte Beobachtung wurde im November 2015 am Pan-STARRS-Teleskop (PS1) durchgeführt. (Stand 1. März 2019)

## Eigenschaften

### Umlaufbahn
2005 RS43 umkreist die Sonne in 329,76 Jahren auf einer elliptischen Umlaufbahn zwischen 38,17 AE und 57,29 AE Abstand zu deren Zentrum. Die Bahnexzentrizität beträgt 0,200, die Bahn ist 10,03° gegenüber der Ekliptik geneigt. Derzeit ist der Planetoid 43,80 AE von der Sonne entfernt. Das Perihel durchlief er das letzte Mal 1968, der nächste Periheldurchlauf dürfte also im Jahre 2298 erfolgen.
Marc Buie (DES) klassifiziert den Planetoiden als Twotino (1:2-Resonanz mit Neptun), während vom Minor Planet Center keine spezifische Einstufung existiert. Letzteres führt ihn als Nicht-SDO und allgemein als «Distant Object» auf.

### Größe
Derzeit wird von einem Durchmesser von 457 km ausgegangen, basierend auf einem Rückstrahlvermögen von 6 % und einer absoluten Helligkeit von 5,4 m. Ausgehend von einem Durchmesser von 457 km ergibt sich eine Gesamtoberfläche von etwa 656.000 km². Die scheinbare Helligkeit von 2005 RS43 beträgt 21,80 m.
Da anzunehmen ist, dass sich 2005 RS43 aufgrund seiner Größe im hydrostatischen Gleichgewicht befindet und somit weitgehend rund sein muss, sollte er die Kriterien für eine Einstufung als Zwergplanet erfüllen. Mike Brown geht davon aus, dass es sich bei 2005 RS43 um möglicherweise einen Zwergplaneten handelt.
| Jahr                                         | Abmessungen km | Quelle   |
| -------------------------------------------- | -------------- | -------- |
| 2018                                         | 443,0          | Johnston |
| 2018                                         | 457,0          | Brown    |
| Die präziseste Bestimmung ist fett markiert. |                |          |